# Vicenç Almirall i Castells
Vicenç Almirall i Castells (Barcelona, 27 de gener de 1904 - 1987 ?) fou un jugador d'escacs català que va aconseguir la categoria de Mestre espanyol. Es va llicenciar en enginyeria industrial a Barcelona i va ser president de la Federació Catalana d'Escacs entre els anys 1951 i 1958. El 1979 va rebre la insígnia de plata de la de la Federació Catalana d'Escacs en reconeixement de tota la seva trajectòria.
Va desenvolupar tota la seva escaquista a Madrid. Va guanyar l'antic campionat de Castella en la primera ocasió que es va disputar l'any 1935, a la segona edició de l'any 1936 va quedar empatat amb Juan Manuel Fuentes a la primera posició. Va guanyar el Torneig Nacional de Madrid de l'any 1935, que li va donar dret a reptar el campió d'Espanya Ramón Rey Ardid. Va perdre el matx essent per tant subcampió d'Espanya l'any 1935.